# Serekunda
Serekunda ou Serrekunda é a maior cidade da Gâmbia, e o principal centro financeiro, corporativo e econômico do país. Situada ao sudoeste de Banjul, capital nacional, sua população foi estimada em 337 733 habitantes em 2015.
Os subúrbios da cidade incluem Kanifing, Labrikunda, Sukuta e London Corner, e a cidade se estende até os resorts de Bakau, Fajara e Kotu. Sua população é de 337 733 habitantes. Pertence à província de Kanifing.

## História
A região onde hoje se encontra Serekunda foi inicialmente explorada por navegantes europeus, a fins do século XV. A cidade foi fundada por colonos portugueses no século XVII, e construída pelos britânicos durante os séculos XVIII e XIX.

## Demografia
| Ano    | Habitantes |
| ------ | ---------- |
| 1973   | 25.505     |
| 1983   | 70.435     |
| 1993   | 194.987    |
| 2007   | 308.118    |
| 2015   | 337.733    |
| Fonte: | [ 5 ]      |

A cidade conta com uma população de 337 733 habitantes.
O centro mais importante do mercado e do comércio de toda a Gâmbia é Serekunda, com sua grande importância. Devido à sua localização conveniente, a cidade desenvolveu-se rapidamente em um centro econômico da região. Após a independência, várias agências foram criadas em Serekunda, que sedia boa parte das empresas multinacionais em operação no país.

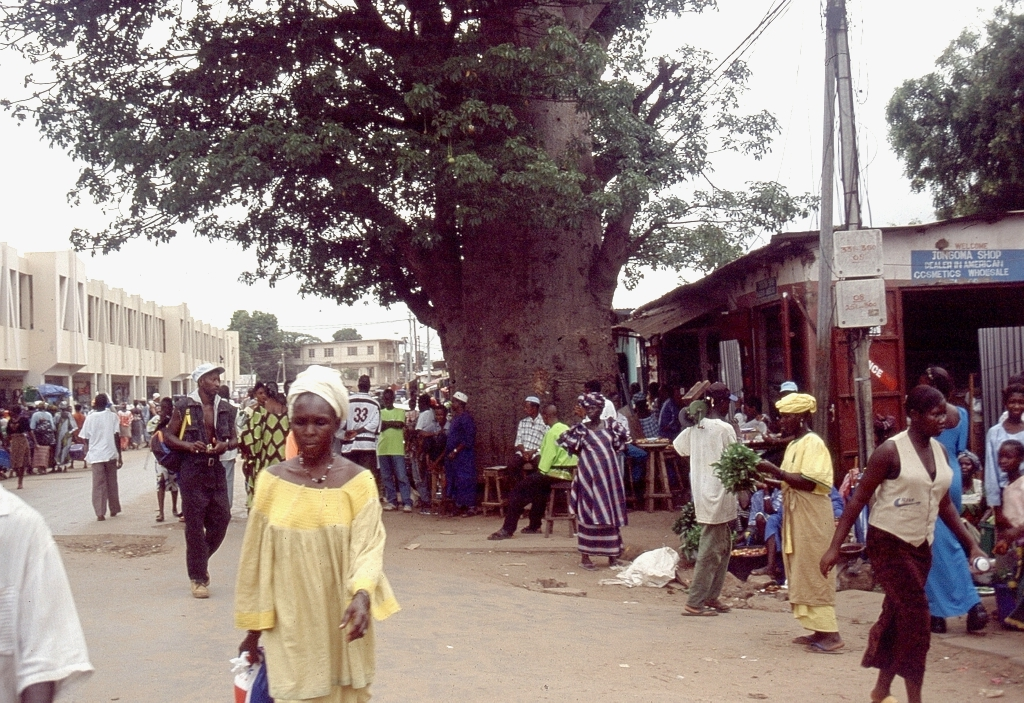
Rua em Serekunda
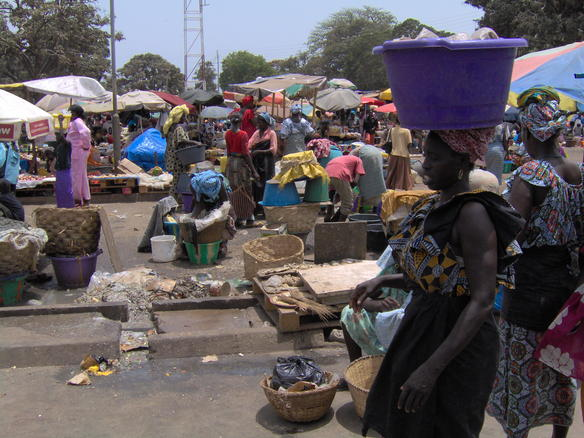
Feira livre em Serekunda
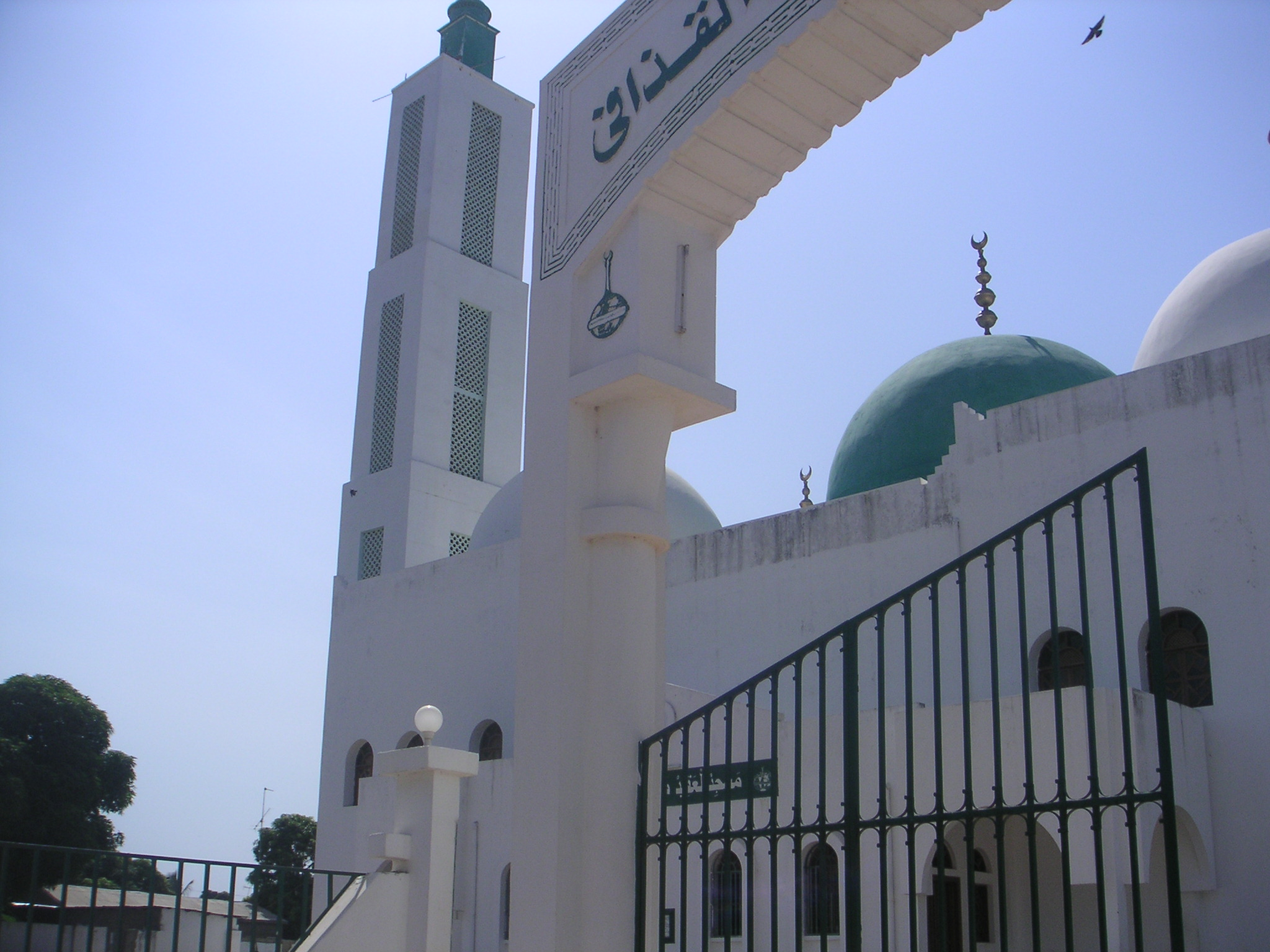
Mesquita na parte norte da cidade
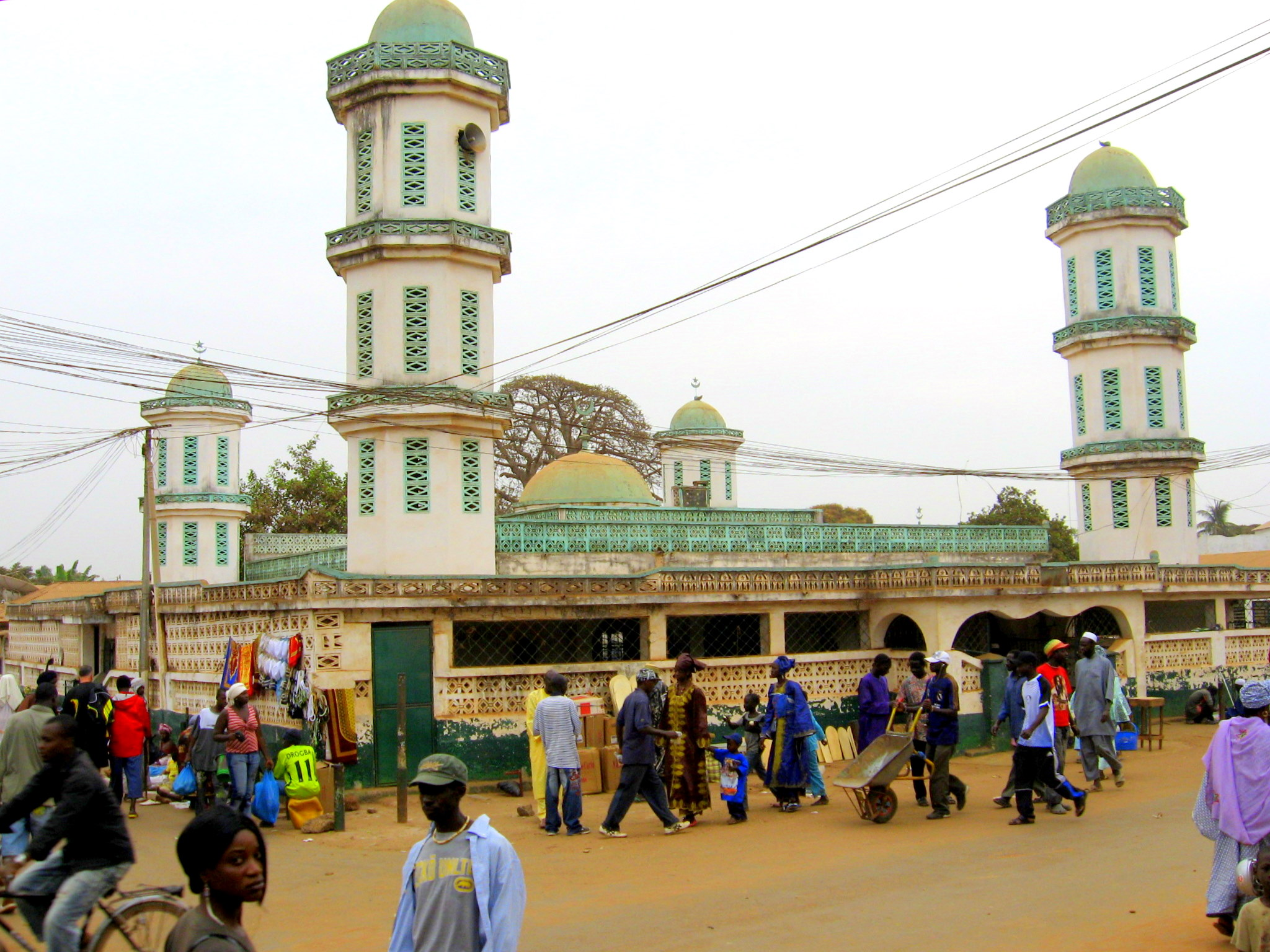
Mesquita em Bundung Highway